# Kanton Thèze
Der Kanton Thèze war von 1790 bis 2015 ein französischer Wahlkreis im Arrondissement Pau im Département Pyrénées-Atlantiques und in der Region Aquitanien; sein Hauptort war Thèze. Er war 142,36 km² groß und hatte (2006) 6.032 Einwohner, was einer Bevölkerungsdichte von 42 Einwohnern pro km² entsprach.

## Gemeinden
Der Kanton bestand aus 19 Gemeinden:
| Gemeinde         | Einwohner Jahr | Fläche km² | Bevölkerungsdichte | Postleitzahl | Code INSEE |
| ---------------- | -------------- | ---------- | ------------------ | ------------ | ---------- |
| Argelos          | 247 (2013)     | –          | – Einw./km²        | 64450        | 64043      |
| Astis            | 316 (2013)     | –          | – Einw./km²        | 64450        | 64070      |
| Aubin            | 245 (2013)     | –          | – Einw./km²        | 64230        | 64073      |
| Auga             | 140 (2013)     | –          | – Einw./km²        | 64450        | 64077      |
| Auriac           | 243 (2013)     | –          | – Einw./km²        | 64450        | 64078      |
| Bournos          | 337 (2013)     | –          | – Einw./km²        | 64450        | 64146      |
| Carrère          | 215 (2013)     | –          | – Einw./km²        | 64160        | 64167      |
| Claracq          | 231 (2013)     | –          | – Einw./km²        | 64330        | 64190      |
| Doumy            | 294 (2013)     | –          | – Einw./km²        | 64450        | 64203      |
| Garlède-Mondebat | 217 (2013)     | –          | – Einw./km²        | 64450        | 64232      |
| Lalonquette      | 277 (2013)     | –          | – Einw./km²        | 64450        | 64308      |
| Lasclaveries     | 252 (2013)     | –          | – Einw./km²        | 64450        | 64321      |
| Lème             | 170 (2013)     | –          | – Einw./km²        | 64450        | 64332      |
| Miossens-Lanusse | 262 (2013)     | –          | – Einw./km²        | 64450        | 64385      |
| Navailles-Angos  | 1396 (2013)    | –          | – Einw./km²        | 64450        | 64415      |
| Pouliacq         | 51 (2013)      | –          | – Einw./km²        | 64410        | 64456      |
| Sévignacq        | 739 (2013)     | –          | – Einw./km²        | 64160        | 64523      |
| Thèze            | 826 (2013)     | –          | – Einw./km²        | 64450        | 64536      |
| Viven            | 180 (2013)     | –          | – Einw./km²        | 64450        | 64560      |

## Bevölkerungsentwicklung
| 1962 | 1968 | 1975 | 1982 | 1990 | 1999 | 2006 |
| ---- | ---- | ---- | ---- | ---- | ---- | ---- |
| 4013 | 3795 | 3823 | 4317 | 4980 | 5440 | 6032 |